# کلازیاسه
کلازیاسه (نام علمی: Clusiaceae) نام یک تیره از راسته مالپیگی‌سانان است.